# 湯灌
湯灌（ゆかん）とは、葬儀に際し遺体を入浴させ、洗浄すること。簡易には遺体を清拭（せいしき）することで済ませる場合もある。故人が男性の場合はその際に髭を剃られ、女性の場合は死に化粧が施される。地域差があり、一般的ではない地域もあるとされる。病院で死亡した場合には「エンゼルケア」などと称し、看護師による簡易な清拭が行われる。

## 概要
専用の葬祭式場においては、担当職員の手によって搬入された遺体を湯灌することが遺族の前で儀式的に行われる場合もあり、そののち旅立ちの衣装に改められ納棺される。葬祭業者によって自宅で葬儀を行う場合などでは給排水装置を積んだ専用車が手配され、葬儀会場へ専用の湯船が搬入される。
中国の『南史』巻76陶弘景に「遺令して沐浴を須ひず」とあるのは湯灌である。出家は湯灌して新浄衣および法衣を着せ、在家は湯灌し鬚・髪を剃って、剃度の儀式を供えさせるのが作法である。仏教でも盛んにこれが行われるようになったのは、宋代、禅宗の勃興ののちであり、禅宗の伝来とともに日本に伝来し、ことに江戸時代には、死体検案を口実に菩提寺住職立ち会いのもとに行わせた。
湯灌を個人宅で行うのを嫌うために、湯灌のための湯灌場をもうけた寺院もあった。『東海道中膝栗毛』巻3之上に「湯灌場はどこだ」とあり、ほとんど常設されていたという。

## 関連作品
- ドキュメンタリー『タブー3 〜禁断の世界〜』シリーズ『闇の高収入バイト』（ナショナルジオグラフィック）
- 映画『おくりびと』
- 小説 髙田郁「出世花」祥伝社文庫